# Marek Hamšík
Marek Hamšík (Banská Bystrica, Eslovaquia, 27 de julio de 1987) es un exfutbolista eslovaco que jugaba como centrocampista.
El 23 de diciembre de 2017 se convirtió en el máximo goleador histórico de la S. S. C. Napoli. Este récord lo mantuvo hasta que el 13 de junio de 2020 fue superado por Dries Mertens.

## Biografía
Marek Hamšík nació en el seno de una familia de deportistas, siendo su padre también futbolista y su madre campeona de balonmano. Su hermana Michaela, nacida en 1990, también es jugadora de balonmano y está casada con el futbolista uruguayo Walter Gargano, excompañero de Marek en el Napoli. El 4 de julio de 2014, Hamšík se casó con Martina Franova, que jugaba en el mismo equipo de balonmano de su hermana Michaela, el SKP Banska Bystrica. Los dos tienen tres hijos: Christian, que vino al mundo en 2010, Lucas, nacido en 2012, y Melissa, nacida en 2016.

## Trayectoria

### Comienzos
Debutó en 2004 en el club eslovaco Slovan Bratislava, que en ese entonces jugaba en la segunda división. Ese mismo año fue adquirido a cambio de medio millón de euros por el Brescia italiano, donde marcó 12 goles en 74 partidos jugados durante tres temporadas.

### SSC Napoli

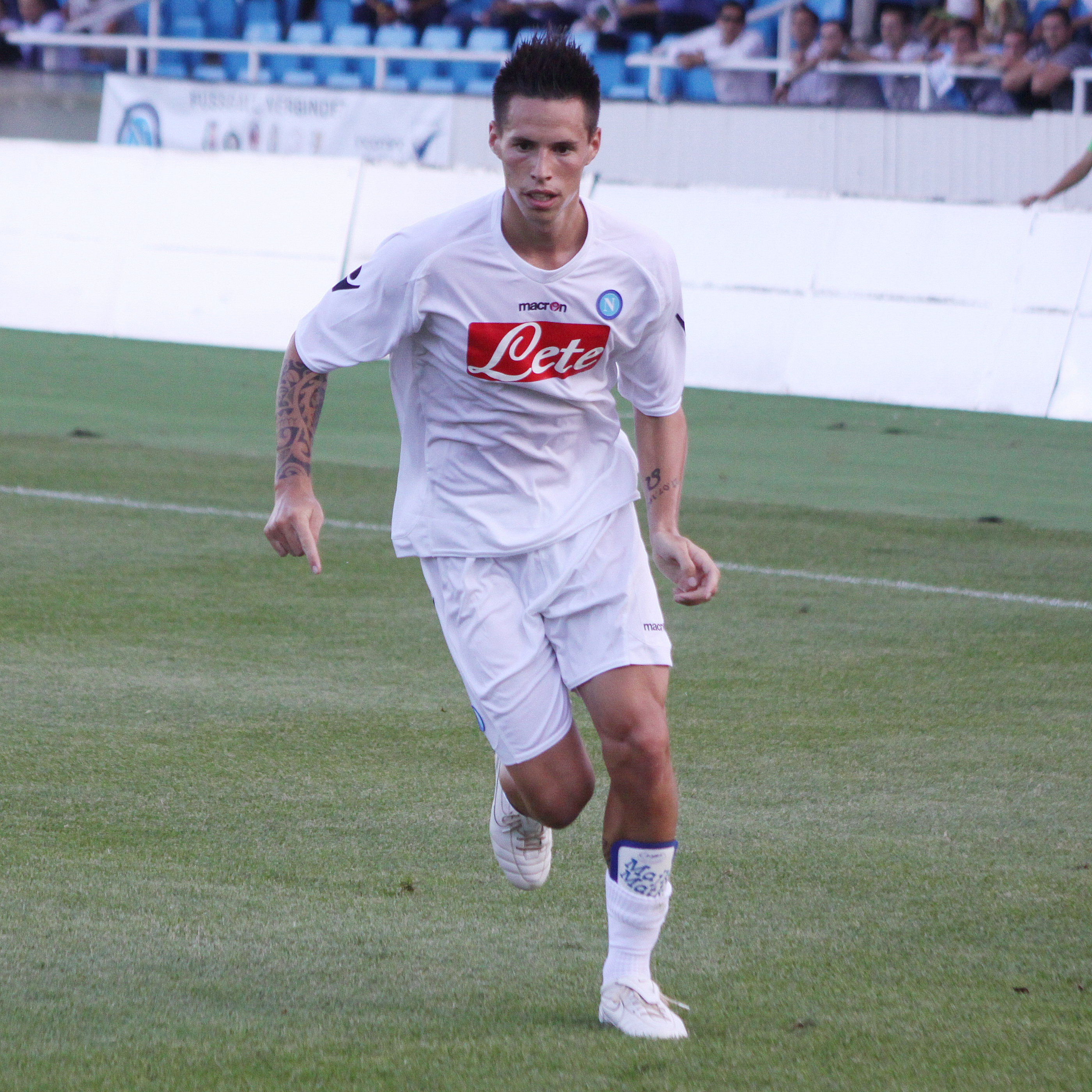
Hamšík durante un entrenamiento con el Napoli en 2009.

En 2007 fue comprado por el Napoli, recién ascendido a la Serie A; el traspaso costó 5,5 millones de euros. Tuvo su debut el 15 de agosto de 2007 en el partido de Copa de Italia frente al Cesena, marcando también su primer gol con la camiseta del Napoli. El primer gol en Serie A llegó el 16 de septiembre, realizando el gol del 2-0 ante la Sampdoria. El 20 de enero de 2008 consiguió el primer doblete de su carrera contra la Lazio; el 11 de mayo, firmando el primer gol de la victoria napolitana ante el Milan (3-1), se consagró goleador del Napoli de la temporada 2007/08.
El 26 de julio de 2008 marcó su primer gol europeo contra el Panionios griego, en la Copa Intertoto. La temporada 2008-09 se inició con los mejores augurios: Hamšík logró marcar 4 tantos en los primeros 6 partidos. El 19 de enero de 2009 recibió el Oscar del calcio AIC por mejor joven, siendo el primer extranjero al que se le otorgó esta distinción. Además gracias a sus buenas actuaciones, fue incluido en la lista de los 50 jóvenes más destacados del fútbol mundial publicada por el Times, clasificándose en el 12º puesto.
La temporada 2009-10 realizó 3 goles en los primeros 3 partidos; el 27 de septiembre de 2009 logró su segundo doblete en Serie A. El 31 de octubre firmó otro doblete en casa de la Juventus, el cual fue decisivo a la victoria del Napoli (3-1). El 1 de marzo de 2010 fue elegido como Futbolista Eslovaco del año 2009. Después de doce días, llevó el brazalete de capitán en el partido ante la Fiorentina, con sólo 22 años, convirtiéndose así en el más joven capitán de la historia del Napoli. Terminó la temporada con un total de 12 goles en 37 partidos, consagrándose goleador del conjunto partenopeo por tercer año consecutivo (el último en lograr la hazaña fue Maradona, máximo goleador por cuatro temporadas consecutivas).
Durante la temporada siguiente fue confirmado en el tridente azzurro junto a Ezequiel Lavezzi y a la nueva adquisición del Napoli, Edinson Cavani. Marcó su primer gol de la temporada el 19 de septiembre en la victoria de visitante contra el Sampdoria (2-1). Después de algunos días, el 23 de septiembre, prolongó hasta 2015 su contrato con el club. El 30 de septiembre anotó su primer gol europeo de la temporada contra el Steaua de Bucarest en Rumania (3-3). El 21 de noviembre realizó su cuarto doblete en la Serie A contra el Bolonia (4-1). El 28 de marzo de 2011 fue nombrado por segunda vez seguida "Futbolista Eslovaco del año". Durante la temporada totalizó 13 tantos (11 en la liga y otros 2 en las copas), convirtiéndose en el mejor artillero del Napoli después de Cavani y en uno de los protagonistas de la calificación directa a la Liga de Campeones.
El 10 de septiembre de 2011 entró en el top ten histórico de los goleadores del club napolitano, alcanzando los 42 goles con la camiseta azzurra. Cuatro días después se produjo su debut en la máxima competición de clubes a nivel europeo, la Liga de Campeones, jugando desde el primer minuto el partido de visitante ante el Manchester City (1-1). Su primer gol en Liga de Campeones fue contra el Villarreal (2-0). Tras marcar de visitante contra el Inter de Milán (3-0 para los napolitanos) y otra vez contra el Villarreal (2-0), el 23 de enero de 2012 fue elegido  por la Asociación Italiana Futbolistas (AIC) como miembro del Equipo del Año en la Serie A 2011. El 19 de abril de firmó una nueva prolongación de contrato con el Napoli hasta 2016. El 20 de mayo marcó el segundo gol en la final de Copa Italia contra Juventus de Turín, ganando así el primer trofeo de su carrera.

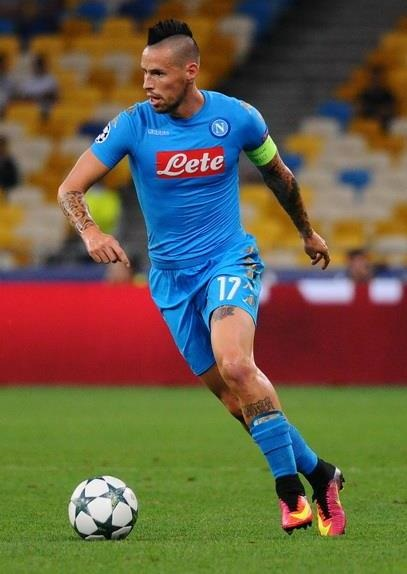
En un partido de la Liga de Campeones de la UEFA 2016-17.

El 11 de agosto perdió la Supercopa de Italia contra la misma Juve, en el Estadio Nacional de Pekín, tras un partido donde no faltaron polémicas arbitrales. Al término de la temporada 2012/13, donde en Napoli se proclamó subcampeón de la Seria A, el eslovaco totalizó 11 goles y entró en el top ten de los jugadores con más presencias en la historia napolitana.
El 9 de agosto de 2013 prolongó su contrato hasta 2018. Con el nuevo técnico Rafa Benítez fue posicionado por detrás de la punta central en el 4-2-3-1 del técnico español. Comenzó la nueva temporada con un doblete contra el Bolonia (3-0). El 23 de noviembre sufrió una lesión en el pie que lo dejó lejos del terreno de juego durante un mes y medio; volvió a jugar el 15 de enero de 2014 contra el Atalanta en los octavos de final de Copa Italia.  El 31 de enero, debido a la cesión de Paolo Cannavaro al Sassuolo, tuvo el honor de ser el primer capitán del Napoli. El 4 de marzo siguiente le fue otorgado por tercera vez en su carrera el premio de Futbolista Eslovaco del año. El 3 de mayo logró la Copa Italia en la final contra la Fiorentina en el Estadio Olímpico de Roma, donde se destacó con una asistencia a su compañero Lorenzo Insigne para el primer gol.
El 27 de agosto anotó su primer gol de la nueva temporada en la ronda de play-off de la Liga de Campeones de la UEFA 2014-15 ante el Athletic Club.  El 20 de octubre marcó otro gol europeo ante su antiguo equipo, el Slovan Bratislava, en el Grupo I de la Liga Europa. Los primeros goles en la liga llegaron el 26 de octubre contra el Hellas Verona (6-2), gracias a un doblete del eslovaco. El 22 de diciembre se coronó campeón de la Supercopa de Italia 2014. Realizó otro doblete en los cuartos de final de Liga Europa contra el Wolfsburg. El 3 de mayo de 2015, en la victoria contra el Milan por 3 a 0, anotó su gol número 90 con la camiseta azzurra.
El 5 de febrero de 2017, marcó su primer hat-trick en su carrera, en la goleada 7 a 1 como visitantes sobre el Bolonia, saliendo como una de las figuras del partido. El 16 de diciembre de 2017, realizó un gol en el partido contra Torino, llegando así a 115 goles con el Napoli, igualando el récord de Diego Maradona con este club. El 23 de diciembre siguiente, marcó el tercer gol para la victoria sobre la Sampdoria, superando así al argentino y convirtiéndose en el máximo goleador histórico del Napoli. Ese récord lo mantuvo durante dos años y medio hasta que, el 13 de junio de 2020, fue superado por Dries Mertens.

### Etapa en China y regreso a Europa
El 14 de febrero de 2019 la S. S. C. Napoli hizo oficial su traspaso al Dalian Yifang. El club abonaría 25 millones en dos plazos de cinco y uno de 15, respectivamente.
El 8 de marzo de 2021 se hizo oficial su fichaje por el IFK Göteborg de la Allsvenskan sueca hasta el 30 de agosto de ese mismo año. En junio puso fin a su etapa en Suecia tras anunciarse su fichaje por el Trabzonspor, equipo en el que se retiró al finalizar la temporada 2022-23.

## Selección nacional
Debutó con la selección eslovaca a los 19 años el 7 de febrero de 2007, en el amistoso contra Polonia empatado 2 a 2. Desde ese día, hasta su retirada internacional en mayo de 2022, disputó 135 partidos en los que anotó 26 goles. Participó en el Mundial de Sudáfrica 2010. En noviembre de 2022, ante Chile, defendió la camiseta de la selección por última vez en el que era su encuentro de despedida. Sin embargo, en junio de 2023 volvió a ser convocado debido a varias bajas en el centro del campo.

### Participaciones en Copas del Mundo
| Mundial                        | Sede      | Resultado        |
| ------------------------------ | --------- | ---------------- |
| Copa Mundial de Fútbol de 2010 | Sudáfrica | Octavos de final |

### Participaciones en Eurocopas
| Copa          | Sede    | Resultado        |
| ------------- | ------- | ---------------- |
| Eurocopa 2016 | Francia | Octavos de final |
| Eurocopa 2020 | Europa  | Primera fase     |

## Estadísticas

### Clubes
- Actualizado al final de carrera deportiva.

| Club                                 | Temporada     | Liga  | Liga  | Copas nacionales | Copas nacionales | Torneos internacionales | Torneos internacionales | Total | Total |
| Club                                 | Temporada     | Part. | Goles | Part.            | Goles            | Part.                   | Goles                   | Part. | Goles |
| ------------------------------------ | ------------- | ----- | ----- | ---------------- | ---------------- | ----------------------- | ----------------------- | ----- | ----- |
| Š. K. Slovan Bratislava · Eslovaquia | 2004-05       | 6     | 1     | 0                | 0                | ―                       | ―                       | 6     | 1     |
| Š. K. Slovan Bratislava · Eslovaquia | Total club    | 6     | 1     | 0                | 0                | 0                       | 0                       | 6     | 1     |
| Brescia Calcio · Italia              | 2004-05       | 1     | 0     | 0                | 0                | ―                       | ―                       | 1     | 0     |
| Brescia Calcio · Italia              | 2005-06       | 24    | 0     | 4                | 1                | ―                       | ―                       | 28    | 1     |
| Brescia Calcio · Italia              | 2006-07       | 40    | 10    | 5                | 1                | ―                       | ―                       | 45    | 11    |
| Brescia Calcio · Italia              | Total club    | 65    | 10    | 9                | 2                | 0                       | 0                       | 74    | 12    |
| S. S. C. Napoli · Italia             | 2007-08       | 37    | 9     | 3                | 1                | ―                       | ―                       | 40    | 10    |
| S. S. C. Napoli · Italia             | 2008-09       | 32    | 9     | 2                | 1                | 5                       | 2                       | 39    | 12    |
| S. S. C. Napoli · Italia             | 2009-10       | 37    | 12    | 2                | 0                | ―                       | ―                       | 39    | 12    |
| S. S. C. Napoli · Italia             | 2010-11       | 37    | 11    | 2                | 0                | 10                      | 2                       | 49    | 13    |
| S. S. C. Napoli · Italia             | 2011-12       | 37    | 9     | 5                | 1                | 8                       | 2                       | 50    | 12    |
| S. S. C. Napoli · Italia             | 2012-13       | 38    | 11    | 2                | 0                | 4                       | 0                       | 44    | 11    |
| S. S. C. Napoli · Italia             | 2013-14       | 28    | 7     | 5                | 0                | 8                       | 0                       | 41    | 7     |
| S. S. C. Napoli · Italia             | 2014-15       | 35    | 7     | 5                | 1                | 14                      | 5                       | 54    | 13    |
| S. S. C. Napoli · Italia             | 2015-16       | 38    | 6     | 2                | 0                | 6                       | 2                       | 46    | 8     |
| S. S. C. Napoli · Italia             | 2016-17       | 38    | 12    | 3                | 1                | 8                       | 2                       | 49    | 15    |
| S. S. C. Napoli · Italia             | 2017-18       | 38    | 7     | 1                | 0                | 10                      | 0                       | 49    | 7     |
| S. S. C. Napoli · Italia             | 2018-19       | 13    | 0     | 0                | 0                | 6                       | 1                       | 19    | 1     |
| S. S. C. Napoli · Italia             | Total club    | 408   | 100   | 32               | 5                | 79                      | 16                      | 519   | 121   |
| Dalian Pro F. C. China               | 2019          | 28    | 2     | 3                | 1                | ―                       | ―                       | 31    | 3     |
| Dalian Pro F. C. China               | 2020          | 14    | 2     | 0                | 0                | ―                       | ―                       | 14    | 2     |
| Dalian Pro F. C. China               | Total club    | 42    | 4     | 3                | 1                | 0                       | 0                       | 45    | 5     |
| IFK Göteborg · Suecia                | 2021          | 6     | 1     | 0                | 0                | ―                       | ―                       | 6     | 1     |
| IFK Göteborg · Suecia                | Total club    | 6     | 1     | 0                | 0                | 0                       | 0                       | 6     | 1     |
| Trabzonspor Turquía                  | 2021-22       | 26    | 2     | 2                | 0                | 4                       | 0                       | 32    | 2     |
| Trabzonspor Turquía                  | 2022-23       | 23    | 3     | 4                | 0                | 6                       | 1                       | 33    | 4     |
| Trabzonspor Turquía                  | Total club    | 49    | 5     | 6                | 0                | 10                      | 1                       | 65    | 6     |
| Total carrera                        | Total carrera | 576   | 121   | 50               | 8                | 89                      | 17                      | 715   | 146   |
| 1. 2.                                |               |       |       |                  |                  |                         |                         |       |       |

### Selección
| Selección                                                                           | Año                   | Amistoso | Amistoso | Amistoso | Clasificación(1) | Clasificación(1) | Clasificación(1) | Mundial | Mundial | Mundial | Eurocopa | Eurocopa | Eurocopa | Total | Total | Total  |
| Selección                                                                           | Año                   | Part.    | Goles    | Asist.   | Part.            | Goles            | Asist.           | Part.   | Goles   | Asist.  | Part.    | Goles    | Asist.   | Part. | Goles | Asist. |
| ----------------------------------------------------------------------------------- | --------------------- | -------- | -------- | -------- | ---------------- | ---------------- | ---------------- | ------- | ------- | ------- | -------- | -------- | -------- | ----- | ----- | ------ |
| Eslovaquia                                                                          | 2007                  | 3        | 0        | 0        | 6                | 2                | 1                | -       | -       | -       | -        | -        | -        | 9     | 2     | 1      |
| Eslovaquia                                                                          | 2008                  | 6        | 2        | 0        | 3                | 1                | 1                | -       | -       | -       | -        | -        | -        | 9     | 3     | 1      |
| Eslovaquia                                                                          | 2009                  | 6        | 2        | 0        | 5                | 1                | 1                | -       | -       | -       | -        | -        | -        | 11    | 3     | 1      |
| Eslovaquia                                                                          | 2010                  | 5        | 0        | 0        | 4                | 0                | 0                | 4       | 0       | 1       | -        | -        | -        | 13    | 0     | 1      |
| Eslovaquia                                                                          | 2011                  | 3        | 0        | 0        | 6                | 0                | 1                | -       | -       | -       | -        | -        | -        | 9     | 0     | 1      |
| Eslovaquia                                                                          | 2012                  | 5        | 1        | 1        | 4                | 1                | 1                | -       | -       | -       | -        | -        | -        | 9     | 2     | 2      |
| Eslovaquia                                                                          | 2013                  | 4        | 0        | 2        | 4                | 1                | 0                | -       | -       | -       | -        | -        | -        | 8     | 1     | 2      |
| Eslovaquia                                                                          | 2014                  | 3        | 1        | 0        | 4                | 2                | 1                | -       | -       | -       | -        | -        | -        | 7     | 3     | 1      |
| Eslovaquia                                                                          | 2015                  | 2        | 0        | 0        | 6                | 3                | 0                | -       | -       | -       | -        | -        | -        | 8     | 3     | 0      |
| Eslovaquia                                                                          | 2016                  | 4        | 1        | 0        | 4                | 1                | 0                | -       | -       | -       | 4        | 1        | 1        | 12    | 3     | 1      |
| Total en la selección                                                               | Total en la selección | 41       | 7        | 3        | 46               | 12               | 6                | 4       | 0       | 1       | 4        | 1        | 1        | 97    | 20    | 11     |
| (1) Incluye datos de la clasificación para la Copa Mundial de Fútbol y la Eurocopa. |                       |          |          |          |                  |                  |                  |         |         |         |          |          |          |       |       |        |

### Resumen estadístico
| Competición             | Part. | Goles | Promedio |
| ----------------------- | ----- | ----- | -------- |
| Liga                    | 479   | 111   | 0,23     |
| Copas nacionales        | 41    | 7     | 0,17     |
| Torneos internacionales | 79    | 16    | 0,20     |
| Selección de Eslovaquia | 111   | 22    | 0,20     |
| Total                   | 710   | 156   | 0,22     |

### Tripletes
| 1 | 5 de febrero de 2017 | Stadio Renato Dall'Ara, Bolonia | Bologna FC - SSC Napoli |  | 1 - 7 | Serie A |

## Palmarés

### Títulos nacionales
| Título               | Club            | País    | Año  |
| -------------------- | --------------- | ------- | ---- |
| Copa Italia          | S. S. C. Napoli | Italia  | 2012 |
| Copa Italia          | S. S. C. Napoli | Italia  | 2014 |
| Supercopa de Italia  | S. S. C. Napoli | Italia  | 2014 |
| Superliga de Turquía | Trabzonspor     | Turquía | 2022 |
| Supercopa de Turquía | Trabzonspor     | Turquía | 2022 |

### Distinciones individuales
| Distinción                                          | Año                                            |
| --------------------------------------------------- | ---------------------------------------------- |
| Trofeo Peter Dubovský                               | 2007, 2008                                     |
| Futbolista Joven del Año en la Serie A              | 2008                                           |
| Futbolista Eslovaco del año                         | 2009, 2010, 2013, 2014, 2015, 2016, 2017, 2018 |
| Equipo del Año en la Serie A                        | 2011, 2016, 2017                               |
| Equipo de la temporada de la Liga Europa de la UEFA | 2015                                           |